# Ваздухопловна база Маунтин Хоум
Ваздухопловна база Маунтин Хоум (енгл. Mountain Home Air Force Base) насељено је место без административног статуса у америчкој савезној држави Ајдахо.

## Демографија
По попису из 2010. године број становника је 3.238, што је 5.656 (-63,6%) становника мање него 2000. године.
| Група             | 2000.         | 2010.         |
| Белци             | 7.147 (80,4%) | 2.276 (70,3%) |
| Афроамериканци    | 614 (6,9%)    | 178 (5,5%)    |
| Азијати           | 224 (2,5%)    | 273 (8,4%)    |
| Хиспаноамериканци | 575 (6,5%)    | 332 (10,3%)   |
| Укупно            | 8.894         | 3.238         |